# Старая Бура
Старая Бура (баш. Иҫке Бура) — деревня в Краснокамском районе Республики Башкортостан Российской Федерации. Входит в состав Новобуринского сельсовета.

## География

### Географическое положение
Расстояние до:
- районного центра (Николо-Берёзовка): 57 км,
- центра сельсовета (Новая Бура): 1 км,
- ближайшей ж/д станции (Нефтекамск): 50 км.

## Население
| 2002 | 2009 | 2010 |
| ---- | ---- | ---- |
| 224  | ↗255 | ↘251 |

Национальный состав
Согласно переписи 2002 года, преобладающая национальность — марийцы (85 %).